# Cordulegaster erronea
Cordulegaster erronea là loài chuồn chuồn trong họ Cordulegastridae. Loài này được Selys mô tả khoa học đầu tiên năm 1878.